# Leptospermum thompsonii
Leptospermum thompsonii är en myrtenväxtart som beskrevs av Joy Thomps.. Leptospermum thompsonii ingår i släktet Leptospermum och familjen myrtenväxter. Inga underarter finns listade i Catalogue of Life.